# Tommie Shelby
Tommie Shelby, ameriški filozof, *1967. S svojimi nagrajenimi deli se je uveljavil kot eden najpomembnejših in izvirnih sodobnih pisateljev o socialni pravičnosti in rasi.
Tommie Shelby je profesor afriških in afroameriških študij Caldwell Titcomb ter profesor filozofije na Univerzi Harvard. Je tudi predstojnik harvardskega oddelka za afriške in afroameriške študije. Znan je predvsem po svojem delu na področju afrikanske filozofije, socialne in politične filozofije, socialne teorije (zlasti marksistične) in filozofije družbenih ved.

## Biografija
Shelby je najstarejši od šestih otrok. V srednji šoli je bil po lastnih besedah "športnik", saj je tekmoval v košarki in atletiki. Leta 1990 je diplomiral iz filozofije na univerzi Florida A&M, leta 1998 pa doktoriral iz filozofije s certifikatom iz kulturnih študij na univerzi v Pittsburghu. Shelby se v svojih delih osredotoča na rasno, ekonomsko in kazensko pravičnost ter na zgodovino črnske politike.

## Filozofija
Shelbyjev pristop odlikuje to, da poskuša na gospodarsko/rasno nepravičnost gledati s stališča njenih žrtev. Pravične politike korektivne pravičnosti morajo upoštevati politično zastopanost in moralni položaj tistih, ki so bili deležni teh krivic. Izhajati mora iz tega, kar Shelby imenuje "politična etika zatiranih".

## Glavna dela

### To Shape a New World: Essays on the Political Philosophy of Martin Luther King, Jr., urejeno z Brandon M. Terry (Belknap Press of Harvard University Press, 2018).
Avtorja v delu pišeta, da marginalizacija Kingovih idej odraža konsenzualno zgodovino, zaradi katere je gibanje zadržavljanske pravice po naravi konservativno – ne gre za prizadevanje za radikalno reformo, temveč za"izpolnjevanje" trajnih idealov, ki so jih postavili ustanovitelji države. Po tem mnenju je Martin Luther King s svojoretoriko poskušal vplivati na ideje univerzalnih (belih) junakov, vendar je ustvaril le malo izvirne misli. Zaradi tega, kerse ne ukvarjamo poglobljeno in pošteno s Kingovimi spisi, ga lahko vključimo v politične projekte, ki jih ne bi podpiral,vključno s škodljivo obliko "colour blindness", ki ob očitnih rasnih krivicah vztraja, da je rasizem premagan.

### Dark Ghettos: Injustice, Dissent, and Reform(Belknap Press of Harvard University Press, 2016).
Delo predstavlja radikalno kritiko sedanjih politik na podlagi presenetljivo konvencionalnih konceptov idealne teorije innjenega odnosa do neidealne teorije. Shelby sprejema Rawlsovo teorijo pravičnosti, ki se osredotoča na osnovnostrukturo družbe, pojmovano kot sistem sodelovanja, ki temelji na vzajemnosti pod poštenimi pogoji med državljani terpoudarja enake pravice in možnosti. Meni, da je neidealna teorija "logično odvisna" od idealne teorije, ki zagotavljastandarde za ocenjevanje obstoječega stanja in si prizadeva za neidealne rešitve. Druga možnost je, da jenepravičnost mogoče ugotoviti tudi brez edinstvene idealne teorije. Po Scanlonovem kontraktualističnem pogledu jena primer obstoječo normo mogoče razumno zavrniti, če obstaja vsaj ena alternativa, ki je Paretovsko boljša od nje.Če jih je več, lahko srednjeročno začrtamo pot k popravi, ne da bi morali izbirati med njimi, če je ta pot skladna zvsemi.

### We Who Are Dark: The Philosophical Foundations of Black Solidarity(Belknap Press of Harvard University Press, 2005).
V afriško-ameriški zgodovini je veliko pozivov k enotnosti črncev. Že od časov abolicionizma je bila splošnorazumljena kot sredstvo za zagotovitev polnega deleža obljubljene ameriške svobode in enakosti. Vendar danesmnogi menijo, da je solidarnost med temnopoltimi nepotrebna, nerazumna, da je zakoreninjena v iluziji "rasne" razlike, da je v nasprotju s ciljem integracije ter nezdružljiva z liberalnimi ideali in ameriško demokracijo. Knjiga We, Who Are Dark je odgovor na takšne kritike in predstavlja prvi obsežnejši filozofski zagovor črnske politične solidarnosti.

### Hip Hop and Philosophy: Rhyme 2 Reason, edited with Derrick Darby (Open Court, 2005).
Knjiga razglablja o tem, ali je v hip-hop glasbi preveč nasilja in kako jo povezujem s »črnsko« kulturo. Duhoviti inprovokativni eseji razmišljajo o teh in drugih kočljivih vprašanjih ter povezujejo pekoča kulturna vprašanja, ki jihimplicitno – in pogosto tudi eksplicitno – obravnava hip-hop, s tehtnimi vprašanji, ki so jih obravnavali veliki filozofipreteklosti. Knjiga pokaže, da lahko rap klasiki Lauryn Hill, OutKast in Notorious B. I. G. pomagajo odkriti pomenljubezni, ki je izražen v Platonovem Simpoziju; da lahko Rakim, 2Pac in Nas osvetlijo pojmovanje božjega bistva, ki jeizraženo v Summi teologije svetega Tomaža Akvinskega.

## Dela
The Idea of Prison Abolition (Princeton: Princeton University Press, in Press).
Dark Ghettos: Injustice, Dissent, and Reform (Cambridge: Belknap Press of Harvard University Press, 2016). 
David and Elaine Spitz Prize for best book in liberal or democratic theory. 
North American Society for Social Philosophy Book Award. Curriculum Vitae of Tommie Shelby 2 
A Choice Outstanding Academic Title
We Who Are Dark: The Philosophical Foundations of Black Solidarity (Cambridge: Belknap Press of Harvard University Press, 2005).
A New York Times Book Review Editors Choice
A New York Magazine Best Academic Book
To Shape a New World: Essays on the Political Philosophy of Martin Luther King, Jr., edited with Brandon M. Terry (Cambridge: Belknap Press of Harvard University Press, 2018).
Hip Hop and Philosophy: Rhyme 2 Reason, edited with Derrick Darby (Chicago: Open Court, 2005). 

## Nagrade
Member of the American Academy of Arts and Sciences, 2019- Andrew Carnegie Fellowship, 2017-2018 
David and Elaine Spitz Prize for best book in liberal and/or democratic theory for Dark Ghettos Harvard College Professor, 2017-2022 (in recognition for excellence in teaching) 
North American Society for Social Philosophy Book Award for Dark Ghettos 